# Ricardo Ibáñez Orellana
Ricardo Benjamín Ibáñez Orellana (San Vicente de Cañete, 8 de abril de 1941-Pensacola, 24 de marzo de 2013) fue un político peruano. Fue diputado de la república por el departamento de Lima durante el periodo parlamentario 1980-1985 y el periodo parlamentario 1985-1990 y consejero regional de Lima entre 2003 y 2006.
Nació en San Vicente de Cañete el 8 de abril de 1941. Miembro del Partido Aprista Peruano. Su primera participación política se dio en las elecciones generales de 1980 en las que fue elegido como diputado por Lima por el Partido Aprista Peruano siendo reelegido en las elecciones generales de 1985. Tentó su segunda reelección en las elecciones generales del 1990 sin suerte. Participó, también, en las elecciones regionales del 2002 como candidato a consejero regional por el Partido Aprista obteniendo la elección.
Falleció el 24 de marzo de 2013 en la ciudad de Pensacola en el Estado de Florida, Estados Unidos de América.